# مصطفى بلوصيف
مصطفى بن لوصيف لواء جزائري، وهو ثاني رئيس أركان في تاريخ الجيش الجزائري.

## سيرة
ولد اللواء مصطفى بن لوصيف بتاريخ 2 أبريل 1939 بمدينة بن مهيدي في ولاية الطارف حاليا، والتحق بصفوف جيش التحرير بالقاعدة الشرقية بتاريخ 23 مارس 1957 وسنه لم يتجاوز 18 سنة. ولذكائه ومستواه الثقافي اختير ضمن الوفد المفاوض للمستعمر الفرنسي، وتولى الراحل بعد الاستقلال عدة مناصب هامة في المؤسسة العسكرية، فقد ولي رئيسا للناحية العسكرية الرابعة، ثم بعدها ولّي نفس المنصب على رأس الولاية الثالثة ليرقى إلى مدير القضاء العسكري على مستوى وزارة الدفاع الوطني، ثم محافظا ساميا للخدمة الوطنية بوزارة الدفاع، وبعدها أمينا عاما لها، وهو المنصب الذي كان آخر درجة في سلم المسؤولية وختمها باعتلاء منصب رئيس أركان الجيش الوطني الشعبي وتقلّد في منصبه هذا رتبة لواء، ليكون بذلك أول لواء في الجزائر وبعدها أحيل على التقاعد سنة 1987.

## محاكمة بلوصيف
حُوكم في المحكمة العسكرية بتهمة تحويل وتبديد أموال عمومية واستغلال أملاك وعتاد للجيش لأغراض شخصية سنة 1993، وعوقب بـ 20 سنة سجنا نافذا في عهد الرئيس الراحل محمد بوضياف.
أفرج عنه الرئيس الأسبق اليامين زروال.

## ظروف البلاد في فترة محاكمته
كانت ظروف محاكمته في فترة صعبة كانت تمر بها الجزائر، اعتبرها البعض تصفية حسابات بين رجال السلطة، فيما اعتبرها آخرون محاربة للفساد، وقد كانت أول محاكمة لقائد عسكري برتبة سامية «لواء» ظل يحظى بنفوذ قوي في عهد الرئيس الشاذلي بن جديد.

## وفاته
توفي يوم 15 يناير 2010 عن عمر ناهز 70 سنة متأثرا بمرض عضال ألزمه الفراش عدة أشهر.